# Robbie Brady
Robert „Robbie“ Brady (* 14. Januar 1992 in Dublin) ist ein irischer Fußballnationalspieler. Er spielt seit 2012 für die Republik Irland und steht aktuell beim englischen Klub Preston North End unter Vertrag.

## Vereinskarriere
Brady wurde in der Jugendmannschaft der „St. Kevin’s Boys“ von Talentsuchern des englischen Rekordmeisters Manchester United entdeckt und wechselte kurz nach seinem 16. Geburtstag in die Akademie des Vereins. Seinen ersten Einsatz für Manchester hatte er am 19. Januar 2008 in der U-18-Mannschaft gegen den FC Liverpool. In der Folge spielte er regelmäßig sowohl für Manchesters U-18 als auch in der Reservemannschaft. Am 26. Oktober 2010 saß er beim Ligapokalspiel gegen die Wolverhampton Wanderers erstmals bei der ersten Mannschaft auf der Bank. Im Juli 2011 wurde er an den Zweitligisten Hull City verliehen, für den er in 39 Zweitligaspielen drei Tore erzielte. Nach seiner Rückkehr hatte er am 26. September 2012 in der dritten Runde des Ligapokals beim 2:1 gegen Newcastle United seinen einzigen Einsatz für die erste Mannschaft von Manchester. Bei der 4:5-Niederlage nach Verlängerung am 31. Oktober im Achtelfinale gegen Chelsea saß er auf der Bank und wurde nicht eingewechselt. Danach wurde er erneut an Hull City verliehen. Zwar erzielte er in zwölf Spielen nur ein Tor, aber danach kaufte ihn Hull für 2,5 Millionen Euro. In den nächsten 20 Spielen konnte er dann mit drei Toren dazu beitragen, dass der Verein als Vizemeister in die Premier League aufstieg. In seiner ersten Premier League Saison kam er zu 16 Einsätzen mit drei Toren und trug dazu bei, dass der Verein auf dem 16. Platz dem Abstieg entging.
Wichtiger war aber das erstmalige Erreichen des FA-Cup-Finales. Der Verein war für die dritte Qualifikationsrunde zur UEFA Europa League 2014/15 qualifiziert und traf in den Play-offs auf den belgischen Pokalsieger Sporting Lokeren. Nach einem 0:1 in Belgien brachte Brady in der sechsten Minute des Rückspiels seinen Verein mit 1:0 in Führung und erzielte nach einem zwischenzeitlichen Ausgleich per Elfmeter das Tor zum 2:1-Endstand, das aber aufgrund der Auswärtstorregel nicht zum Weiterkommen reichte. In der Liga blieb er in 27 Spielen ohne Torerfolg und stieg mit dem Verein als Drittletzter ab. Er wurde daraufhin für fast 10 Millionen Euro an den Ligaaufsteiger Norwich City verkauft. Für den Verein erzielte er in 36 Ligaspielen drei Tore, die einen Abstieg nicht verhindern konnten. In der zweiten Liga reichte es nur zum achten Platz, so dass der direkte Wiederaufstieg misslang. Brady wechselte daraufhin zum Premier-League-Club FC Burnley, wo in seiner ersten Saison der 16, in der zweiten der 7. und der dritten Saison der 15. Platz erreicht wurde. Brady kam aber jeweils nur in weniger als der Hälfte der Spiele zum Einsatz. Nach dem Ende der Saison 2020/21 endete Bradys Engagement in Burnley.
Im Oktober 2021 erhielt er einen Vertrag beim Zweitligisten AFC Bournemouth. Anfang Juli 2022 zog er weiter zu Preston North End – ebenfalls in der zweithöchsten englischen Spielklasse aktiv.

## Nationalmannschaft
Brady bestritt im Mai 2010 zwei Spiele in der zweiten Qualifikationsrunde für die U-19-Fußball-Europameisterschaft 2010, bei der seine Mannschaft an England scheiterte. Im September kam er bei den beiden letzten Spielen der U-21 in der Qualifikation für die U-21-EM 2011 zum Einsatz. Die Iren hatten als Tabellenletzter zu diesem Zeitpunkt keine Chance mehr sich zu qualifizieren und verloren auch diese Spiele. Einen Monat später kam er dann in der ersten Qualifikationsrunde für die U-19-Fußball-Europameisterschaft 2011 zum Einsatz. Dabei erzielte er beim 5:0 im ersten Spiel gegen Luxemburg das erste Tor und gegen Bulgarien das entscheidende 2:1. Im Herbst 2011 und Sommer 2012 spielte er siebenmal in der Qualifikation für die U-21-EM 2013. Er erzielte dabei vier Tore und ist mit insgesamt sieben Tore Rekordtorschütze der U-21-Mannschaft.
Am 11. September 2012 kam beim 4:1 im Freundschaftsspiel in Craven Cottage gegen den Oman zu seinem ersten Einsatz in der A-Nationalmannschaft und erzielte mit seinem ersten Länderspieltor das zwischenzeitliche 2:0. Im anschließenden Spiel in der Qualifikation für die WM 2014, der höchsten Heimniederlage der Iren, kam er beim 1:6 gegen Deutschland erst in der 83. Minute ins Spiel. In den nächsten drei Spielen wurde er zweimal zur zweiten Halbzeit und einmal für die letzten 20 Minuten eingewechselt. Danach gab es für ihn eine Länderspielpause von fünf Monaten, in der er sechsmal nicht eingesetzt wurde, saß dabei aber bei zwei WM-Qualifikationsspielen auf der Bank. Erst im August 2013 wurde er beim Freundschaftsspiel gegen Wales wieder für die erste Halbzeit eingesetzt. Danach musste er aber erneut ein Jahr pausieren, auch wenn er zunächst noch zweimal auf der Bank saß. Erst im September 2014 kam er im Freundschaftsspiel gegen den Oman zu seinem ersten 90-minütigen Einsatz. In den folgenden vier Spielen zu Beginn der Qualifikation für die EM 2016 wurde er dreimal eingewechselt und saß beim Spiel gegen Deutschland auf der Bank. Beim Freundschaftsspiel gegen die USA am 18. November 2014 erzielte er die Tore zum 2:1 und 4:1-Endstand und hatte sich damit einen Stammplatz erobert. In den nächsten Spielen wurde er beim 1:1 im Playoff-Hinspiel der EM-Qualifikation gegen Bosnien und Herzegowina in der 86. Minute aus taktischen Gründen ausgewechselt, hatte aber vier Minuten zuvor die Iren mit 1:0 in Führung gebracht. Durch ein 2:0 im Rückspiel, wobei er bei einem Tor die Vorarbeit leistete, qualifizierten sich die Iren für die EM-Endrunde.
Am 12. Mai 2016 wurde er von Nationaltrainer Martin O’Neill in das vorläufige 35 Spieler umfassende Aufgebot für die EM berufen. Er wurde als Stammspieler in den endgültigen Kader aufgenommen. Alle vier Partien im Turnier bestritt er über die volle Spielzeit. Im entscheidenden letzten Gruppenspiel gegen Italien sicherte er seinem Team mit einem Kopfballtor kurz vor Schluss die Achtelfinalteilnahme. Dort traf Irland auf den Gastgeber Frankreich und Brady verwandelte bereits in der 2. Spielminute einen Strafstoß zur zwischenzeitlichen 1:0-Führung. Die Franzosen drehten das Spiel in der zweiten Halbzeit und besiegten Irland mit 2:1.
In der nach der EM begonnenen Qualifikation für die WM 2018 wurde er in sieben Gruppenspielen eingesetzt. Als Zweite hinter Serbien waren die Iren für die Play-offs der besten Gruppenzweiten qualifiziert. Hier kam er auch gegen die Dänen zum Einsatz. Nach einem torlosen Remis in Dänemark, verloren sie das Heimspiel mit 1:5. In der UEFA Nations League 2018/19 wurde er nur beim torlosen Remis in Dänemark eingesetzt. In der Qualifikation für die Fußball-Europameisterschaft 2020 hatte er vier Einsätze. Am Ende reichte es nur zu Platz 3. Da sich die Gruppengegner in der Nations-League-Gruppe aber direkt für die EM-Endrunde qualifizierten, hatten die Iren noch die Chance sich über die Playoffs im März 2020 zu qualifizieren, was aber misslang. In der ebenfalls misslungenen Qualifikation für die WM 2022 hatte er zwei Kurz-Einsätze.

## Auszeichnungen
U-21-Spieler des Jahres der FAI 2012 und 2013

## Familie
Sein zwei Jahre jüngerer Bruder Gareth ist ebenfalls Fußballspieler und spielte für Dundalk FC, Shelbourne FC und Drogheda United. Ihr jüngerer Bruder Liam spielt auch Fußball für den FC Stevenage und seit 2015 für die irische U-18-Mannschaft.